# Вільянуева-де-Камерос
Вільянуева-де-Камерос (ісп. Villanueva de Cameros) — муніципалітет в Іспанії, у складі автономної спільноти Ла-Ріоха. Населення — 101 осіб (2009).
Муніципалітет розташований на відстані близько 210 км на північний схід від Мадрида, 37 км на південний захід від Логроньйо.

## Демографія
Динаміка населення (INE ):

## Галерея зображень

Розташування муніципалітету
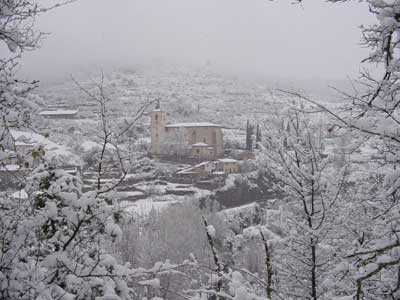
Церква Сан-Мартін